# 2017年北京安全隐患排查整改行动

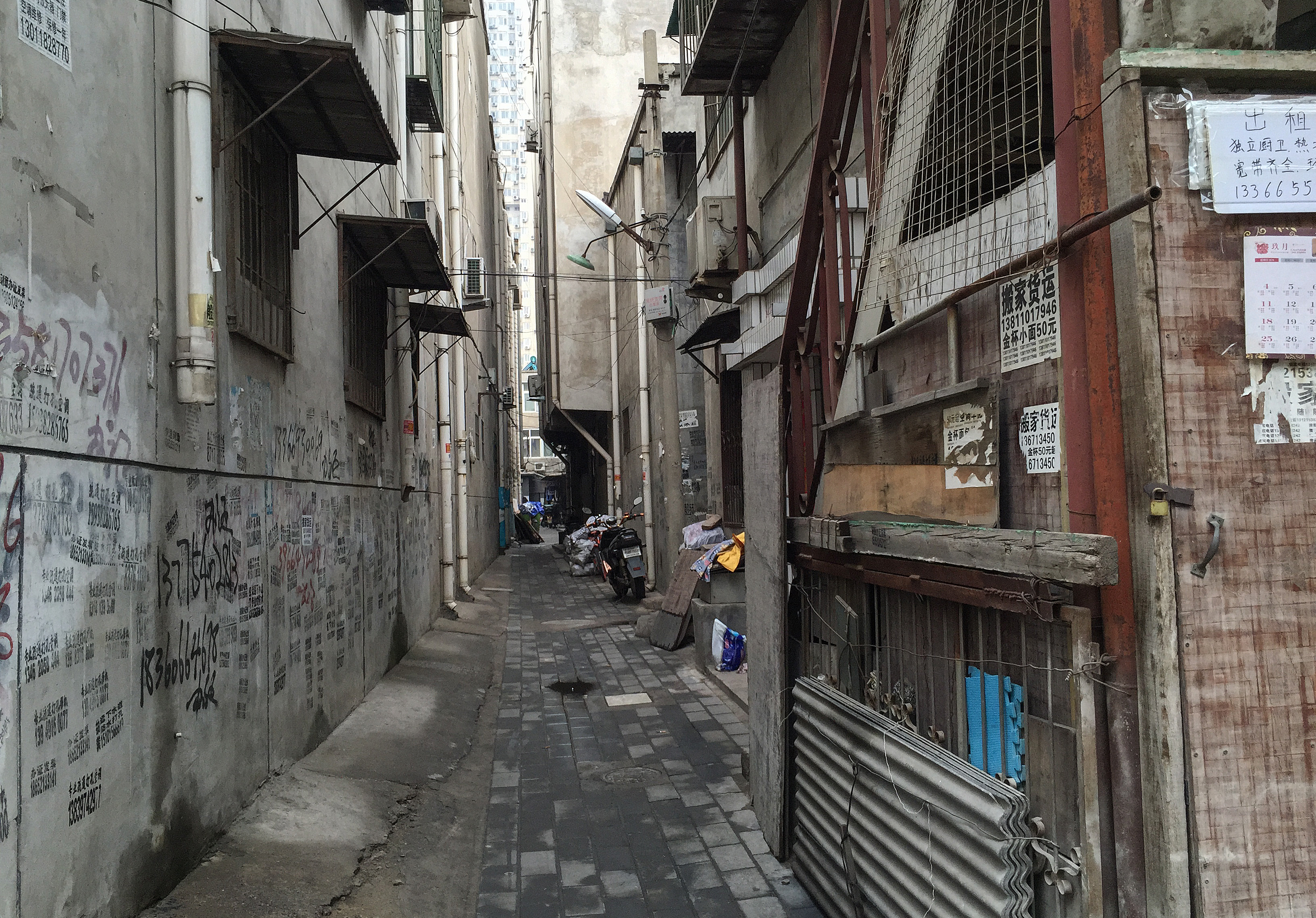
朝阳区康家沟村内部（2017年3月）

2017年北京安全隐患排查整改活动是指在时任中共中央政治局委员蔡奇主导下，中共北京市委和市政府对北京境内群租住房进行的一项排查清理行动。2017年11月18日，北京市大兴区西红门镇新建二村的一栋群租住房发生重大火灾事故，造成19人死亡，8人受伤。事件发生后，鉴于火灾造成惨重伤亡，2017年11月20日起，北京市部署开展为期40天的安全隐患大排查大清理大整治专项行动，对具有重大火灾隐患的群租房进行集中清理整治。其中大量流动人口被迫流离失所，或居所电力和暖气停止供应。

## 背景

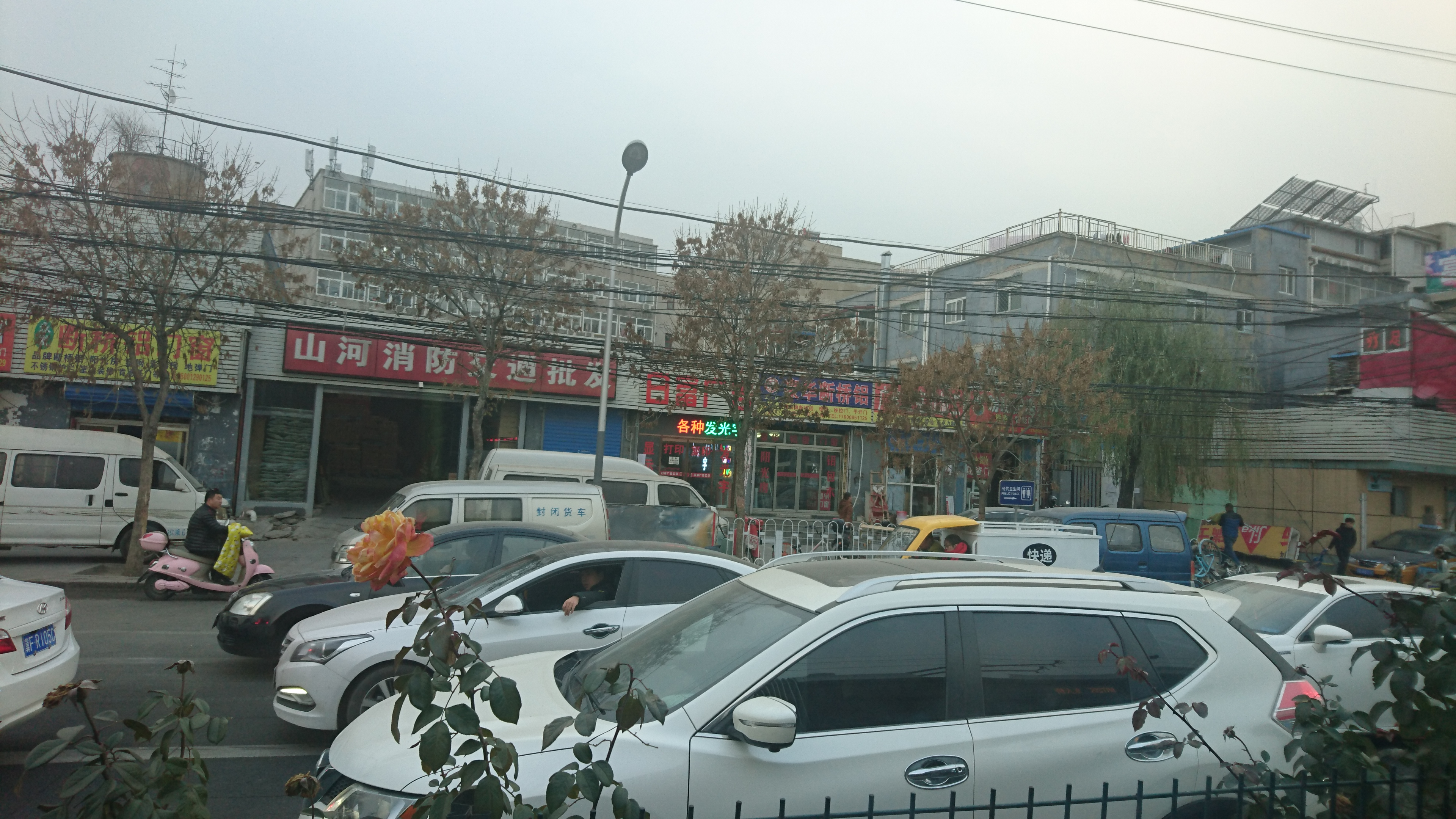
朝阳区管庄村一带的城中村公寓楼及商铺，已于2019年拆除

有关“低端人口”的描述曾在北京的城市规划及人口调控方案中有所提及，例如2007年发布的《大兴新城规划（2005年-2020年）》，第31条提出要通过措施“疏解低端人口在新城的集聚”；2011年发布的《北京市房山区国民经济和社会发展第十二个五年规划纲要》，提出要通过措施“避免大量外来低端人口的涌入”；2017年发布的《2016年石景山区人口调控工作方案》、《北京市石景山区2016年国民经济和社会发展计划执行情况与2017年国民经济和社会发展计划草案的报告》中也出现有“清理整治低端人口”的内容）。
2017年11月18日18时许，北京市大兴区西红门镇新建庄二村新康东路8号聚福缘公寓发生重大火灾事故，当时该公寓地下冷库电线发生故障，引燃墙体的聚氨酯保温材料，导致19人因一氧化碳中毒死亡，8人受伤。截至2017年11月30日，已有包括起火房屋原始承租人在内的20人因涉嫌重大责任事故罪被刑事拘留。同时，北京市大兴区区长亦因此向区人大常委会请辞获准。
事实上，火灾事发的西红门地区对群租房的腾退工作早在2010年即已被当地政府提及，但一直未得到有效执行。当地政府早先亦已要求有关住户搬离，但鲜有租住户响应。火灾事故发生后，鉴于其造成的重大伤亡，北京市政府开始了对群租房屋的综合整治行动。另据知情人士向媒體透露，之所以有综合整治行动，是因为中共中央总书记习近平不喜欢看到北京的土地出現严重的污染。

## 行動
中國共產黨中央政治局委員與北京市委員會書記蔡奇在一次內部會議談話中強硬表示：「按照政策、按照要求、按照部署，早就該清掉的」、「到了基層、到了點上，那就是真刀真槍，就是要刺刀見紅，就是要敢硬碰硬，就是要解決問題，如果不是這種態度去開展工作的話，那遲早有一天你這個地盤上還要出這樣的事」、「各區黨委政府要嚴格落實屬地責任，一把手要親自抓」。
根据北京市委市政府的政策，在此次行动中被清理的“非法群租房”是包括各类违反限制条件出租的小区楼房。符合下列四种条件之一的，即被当局认定为群租房：一是改变房屋内部结构，以打隔断等方式分割出租或以床位等方式变相分割出租的；二是厨房、卫生间、阳台、地下储藏室等出租住人的；三是出租房屋人均居住面积低于5㎡的；四是每个房间居住人数超过2人的。“群租房”在形式上类似于香港的“笼屋”。北京市政府认为，现有的群租房存在环境恶劣、消防隐患严重的问题，有可能对住户的人身财产安全造成危害。马驹桥镇有执法人员向媒体表示，“群租公寓存在巨大的消防隐患。一是违法建设，没有消防通道，楼道窄，一旦起火，逃生困难；二是电线私搭乱搭，电线老化也不能及时修理更换；三是房东、租户消防意识淡薄，不注意用电安全。”
北京市豐台區區委書記汪先永在內部講話中向相關官員表明，要強拆外來工作者租住的公寓，而且行動「要來硬的！要出狠招！」「今天開始能拆就拆，不要等到明天去，越拖夜長夢多，沒準今天著火了呢，今天拆了，你不就踏實睡大覺了麼。」「用實招、狠招、快招做好拆、關、停等清理整頓工作。」對於有官員會擔心無法強硬執行，汪先永說：「公檢法支持，拒不執行的就涉嫌危害公共安全，用強制手段，這事不要怕，區委是大家的堅強後盾，市委市政府是我們的堅強後盾，黨中央和人民群眾是市委的強大後盾！」「不作為的人馬上免職！」
北京市内的多处住區宿舍、物流中心、商舖等被指為违章建筑在行动中遭到清理。多数租户被要求在短时间内迁出，部分租户更被消防、公安等人员砸门告知限期搬离，逾期将采取断水断电断气措施。網上流傳多張相片及多段影片，顯示公安驅趕住戶，外來人口帶著大批家當寒冬在街上流離的場景。
而在专项行动开始数日后，通州区台湖镇部分公寓并未如期断水断电，官方告知租户最多只能住到2017年年底，且要求住户限期清除所有易燃电器，并禁止这些公寓接收新租户。。

## 各方反应
這次以「消除安全隱患」為目的的強制行動引發了中國大陸境內外關注。台湾自由时报等媒体估计在本次行動中有高達數十萬所谓“低端人口”在無安置、無賠償、無補償的情況下遭到清掃、清退。受波及的不僅包括基層與外來人口，還包括一些白領階層與北京當地人。有境外媒体將本次行動稱為「北京排華事件」。自由亞洲電台等传媒引述批評者言论报道指，此次驅逐可與二战前納粹黨衛軍自水晶之夜起突襲打砸猶太人居住區與驅逐猶太人的手法類比。
畫家兼行為藝術家華涌自從11月25日起即於北京多處以邊走邊以手機拉出自拍棒的方式採訪、拍攝呈現官員破門突襲的情景、被拆成廢墟的房屋、遭驅逐住戶之無望與無奈、及居民抗爭的畫面。一位房東向他講述安全官員怎樣破門而入突襲她的小公寓樓，嚇壞裡面的居民。當局還關掉暖氣，以迫使居民離開，她說當局有些做法比戰爭期間在日本人佔領下的還糟糕。華涌公布達數小時的紀錄片後也在推特上呼籲外界緊急關注，因而觸怒當局遭捉拿搜捕，但在大批村民的保護下成功於12月7日撤離北京，輾轉逃亡後在15日於天津被捕。護送華涌離開大興的大興西紅門鎮新建村五名村民也被拘捕。18日華涌以取保候審形式獲釋放。
在此次行动中，也有包括天鹅救援队、病痛挑战基金会等在内的数家北京非政府组织及不少志願人士均参与到相关公益活动中。由於大陸的大眾傳媒被要求不得報道有關救援的信息，此類救援信息多數只在微信等社交媒體發布，使得信息難以傳達到需要救助的被清退人群。尤有甚者，更有公益組織的救助行動遭到打壓。11月24日中午，公益組織「同舟家園」在微信群組及公眾號等發佈消息，為受驅逐的北漂提供臨時住處及運輸服務，但當天晚上就被警察要求停止救助服務，同舟家園被關閉，連組織負責人也被迫搬離所租住房子。同樣為被驅趕人士提供臨時住宿的公益組織「溫暖北京」，其網上求助平台亦遭到封鎖，而其他救助團體也稱受到警告不可擅自作出救助。又有提供救助信息的微信公眾號文章，被指「违反《即时通信工具公众信息服务发展管理暂行规定》」而遭到屏蔽。
据信逾百知識界人士聯署致信中共中央、全國人大、國務院、全國政協，批評整治行動對底層民眾造成「嚴重的次生災害」（二次災害）及遮蔽政府責任，呼籲當局停止行動、公開道歉，為受影響人士提供緊急救助及補償。
包括社民连、职工盟、香港众志在内的香港民間團體聯署聲明要求北京當局立即停止逼遷行動，呼籲同时積極協助被驅逐者重新安置，為被逼遷受影響民眾賠償一切經濟損失。香港相關團體并于11月29日在香港會議展覽中心举办的京港经济合作研究洽谈会时，在场外示威，期間警方一度出示紅旗；社民连成员梁国雄表示，政府的做法是要消灭贫穷人口，而不是消灭贫穷；中共作为无产阶级的先锋队，却要消灭阶级兄弟，做法非常可耻。
12月3日，清華大學15名學生相約前往朝陽區金盞鄉皮村進行社會調查，與當地為打工者服務的公益組織「工友之家」舉行座談，以了解政府清退行動中，政府有無暴力驅逐、有無安置措施、公益求助途徑、被清退後的出路等問題。當晚在網上流出的警方內部通報顯示，這群學生從微信群討論時，就已被警方監視，行動細節已被掌握，文件亦列出他們的姓名和電話。有參與學生說，他們調查時未見警察或便衣，事後有人上傳該通報，才知道全程受到秘密監視，對此感到驚悚，而校方之後告誡他們做調查時要保護自身安全。
12月10日國際人權日，有不少藝術家居住的朝陽區崔各莊鄉費家村，有數以百計民眾，手持「暴力驅趕、侵犯人權」橫額前往村委會門前抗議。示威者與在場警員發生推撞，有帶頭抗議的人被抓走。村內11月27日張貼告示，指有上級通知，要求租戶12月10日前搬離。其後有肩戴臂章的黑衣人到來滋擾住戶，手揮木棍並打爛玻璃。村民將拍攝到黑衣人的監視畫面印製成單張。村中晚上試過多次遭到短時間的突然斷電，亦有住戶凌晨遭到砸門，限於半小時內收拾離開。
12月13日，網上流傳一封公開信，有清華大學、中國人民大學、北京大學等學校的多位校友聯署，並募集公眾網上參與聯署。信中指斥北京市委書記蔡奇用高壓手段驅趕外地人，侵佔公民合法私人財產，侵犯公民個人自由及尊嚴，違反黨章、憲法及法律，敦促他引咎下台。
北京在明律師事務所表示，政府當局以斷水斷電及砸門砸窗等驅趕住戶的行為，違反了《行政強制法》第61條規定不能對居民生活採取停止供水、供電、供熱、供燃氣等方式，強迫當事人執行相關行政決定，而當局對租戶搬離物品予以阻攔及不合理的時限，則違反了該法第23條規定不得查封與違法行為無關的財物，不得查封公民個人及其家屬的生活必需品。

## 黨政回應
面对传闻与质疑，北京市安全生产委员会对央视新闻回应称“不存在驱赶‘低端人口’说法”、“没有‘低端人口’一说”。
27日上午，北京市委召开区委书记会，通报大兴区“11·18”重大火灾事故和朝阳区红黄蓝幼儿园涉嫌伤害儿童事件处置情况，专题部署保平安工作。北京市委书记蔡奇指出：“近期发生的‘11·18’重大火灾事故和红黄蓝幼儿园涉嫌伤害儿童事件，触及的都是首都安全稳定底线。我们正面临安全发展的考验，各级领导干部对此要有充分认识，切实提高政治站位，以对党和人民高度负责的政治责任感，确保首都安全稳定，为党中央站好岗、放好哨。”“要以清理‘三合一’、‘多合一’等重大消防安全隐患经营场所为重中之重，坚定有序地开展安全隐患大排查大清理大整治专项行动，把威胁城市安全的‘灰犀牛’关进笼子。一是要坚定，坚决扛起对人民生命负责的责任，没有什么比生命更宝贵。专项行动按照市安委会统一部署稳步推进。二是要有序，要注意方式方法，防止个别地方简单化，防止急躁情绪。”同时，蔡奇也指出：“稳妥处置好火灾事故善后工作，无论是本地群众，还是外来务工人员，都要关心他们，妥善安排好他们的生产生活出路，还要敦促各企业尽到责任。政府要主动帮助企业妥善安置务工人员的生活和出路，人社部门可以组织企业到西红门举办用工招聘会，帮助务工人员再就业，对所有困难群众都要实施社会救助。今后还要规划建设一批租赁房，解决住有所居问题。”。

## 后续

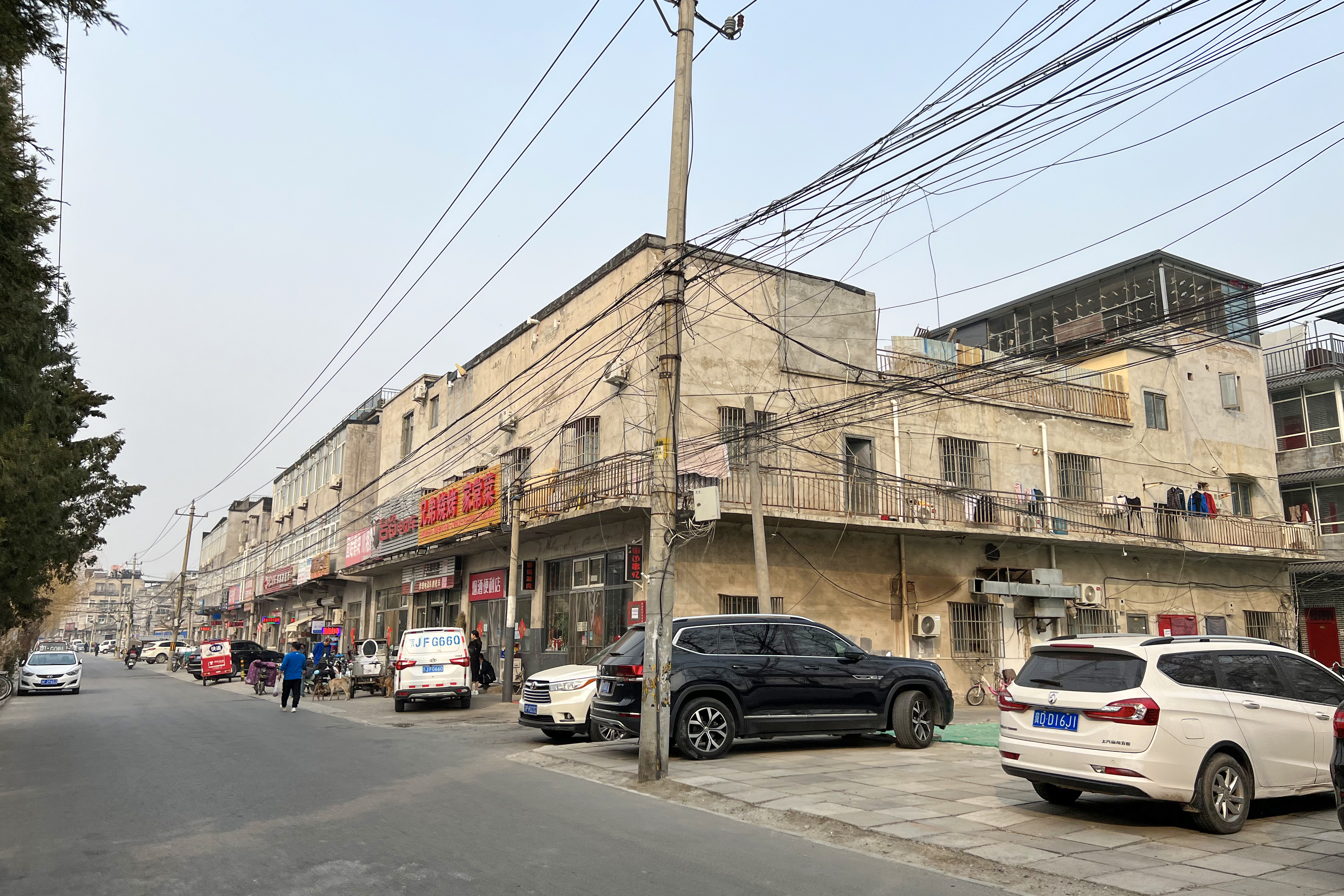
朝阳区崔各庄乡和各庄村的城中村建筑（2022年3月）

2017年12月13日，北京市朝阳区十八里店乡白墙子村再次发生群租房屋火灾，一栋尚未被政府清拆的村民宅基地自建房发生大火，造成5人死亡、9人受伤。报道指，起火房屋每层150平米左右，整个房子内有近三十间小房间对外出租，房主自己则住在三层。消防部门表示，火灾由一层过道处两部电动自行车起火所致。是次火灾发生后，北京市委书记蔡奇强调，“这次火灾再次提醒我们，消除火灾隐患一刻不能停。”他要求北京市全市要“坚决做好火灾隐患特别是‘三合一’、‘多合一’违法经营场所、群租房等重点场所的排查整治……坚定有序开展安全隐患大排查大清理大整治专项行动。”
2017年12月，消息稱北京多所農民工子弟學校被關閉。這種學校通常由私人舉辦，一般不具有政府的辦學許可，教師一般也沒有北京戶口，處於法規的灰色地帶。當局則表示，這樣做是爲了「清理不符合標準的學校」。此次事件后，中国大陆各个社交网站大量屏蔽“低端人口”一词以及相关信息。
事件引发的争议没有影响蔡奇的仕途，凭借与习近平的关系，蔡奇在2022年的中共二十届一中全会上成为中共中央政治局常委和中共中央书记处书记，进入中共权力核心。